# گودریچ (کلرادو)
گودریچ (به انگلیسی: Goodrich) یک منطقهٔ مسکونی در ایالات متحده آمریکا است که در شهرستان مورگان، کلرادو واقع شده‌است. گودریچ ۱٬۳۳۶ متر بالاتر از سطح دریا قرار دارد.